# 大恵陽子
大恵 陽子（おおえ ようこ、1986年2月7日 -）は競馬リポーター、ライター、フリーアナウンサーである。兵庫県神戸市出身。神戸薬科大学薬学部中退。パートナーズ・プロ所属。

## 来歴・人物
競馬好きの父親に幼少期よりウインズに連れられており、中央競馬と地方競馬の二刀流である。
阪神競馬場でのアルバイトや薬局勤務を経て、競馬リポーターになる。
たまたま苗字が馬名についた兵庫生え抜きのスターホース・オオエライジンの公認応援隊長である。
西日本を中心に競馬場・ウインズなどでトークショー司会のほか、地方競馬の女性騎手と親交が深い。

## 現在の出演番組
- グリーンチャンネル「アタック!地方競馬」（ウエストアタッカー）
- グリーンチャンネル地方競馬中継（コメンテーター）
- YouTube「ヨルノヲケイバ 高知けいばライブ」
- ラジオNIKKEI「競馬LIVEへGO!」（「夜さ恋ナイター 高知けいばへGO!」パーソナリティー[6]）（2022年4月2日 - ）

## 現在の連載・執筆
- netkeiba.com「ちょっと馬ニアックな世界」（隔週火曜日）
- 週刊競馬ブック「地方競馬WEST通信」（不定期）
- 地方競馬全国協会「Web Furlong」（不定期）
- 優駿
- うまレター
- 京都馬主協会ホームページ「はい!現場の大恵です」

## 過去の出演番組
- KBS京都「競馬展望プラス」
- 門別競馬中継（ゲスト）
- JCOM「北野誠の勝ち馬DASH心斎橋」（解説）
- OBCドラマティック競馬金曜版　そのだ金曜ナイター中継（ゲスト）

## 過去の連載・執筆
- ターファイトクラブ会報誌
- キャロットクラブ会報誌
- 週刊Gallop
- 競馬四季報（キタサンブラック）
- Club JRA-Net「ぶらり競馬場の旅」